# Helina circinanicauda
Helina circinanicauda är en tvåvingeart som beskrevs av Xue och Xiaolong Cui 2003. Helina circinanicauda ingår i släktet Helina och familjen husflugor. Inga underarter finns listade i Catalogue of Life.